# Ota (Corsica)
Ota (Corsicaans: Otta) is een gemeente in het Franse departement Corse-du-Sud (regio Corsica) en telt 452 inwoners (1999). De oppervlakte bedraagt 38,16 km², de bevolkingsdichtheid is 12 inwoners per km².
De dorpskern van Ota ligt in het binnenland aan de rivier Porto. Stroomafwaarts ligt het gehucht Vaïta en aan de monding van de rivier liggen het gehucht Porto en zijn haven, aan de Golf van Porto. Boven de haven werd in de 16e eeuw een toren gebouwd door de Genuezen. De toren werd in 1993 gerenoveerd.

## Geografie

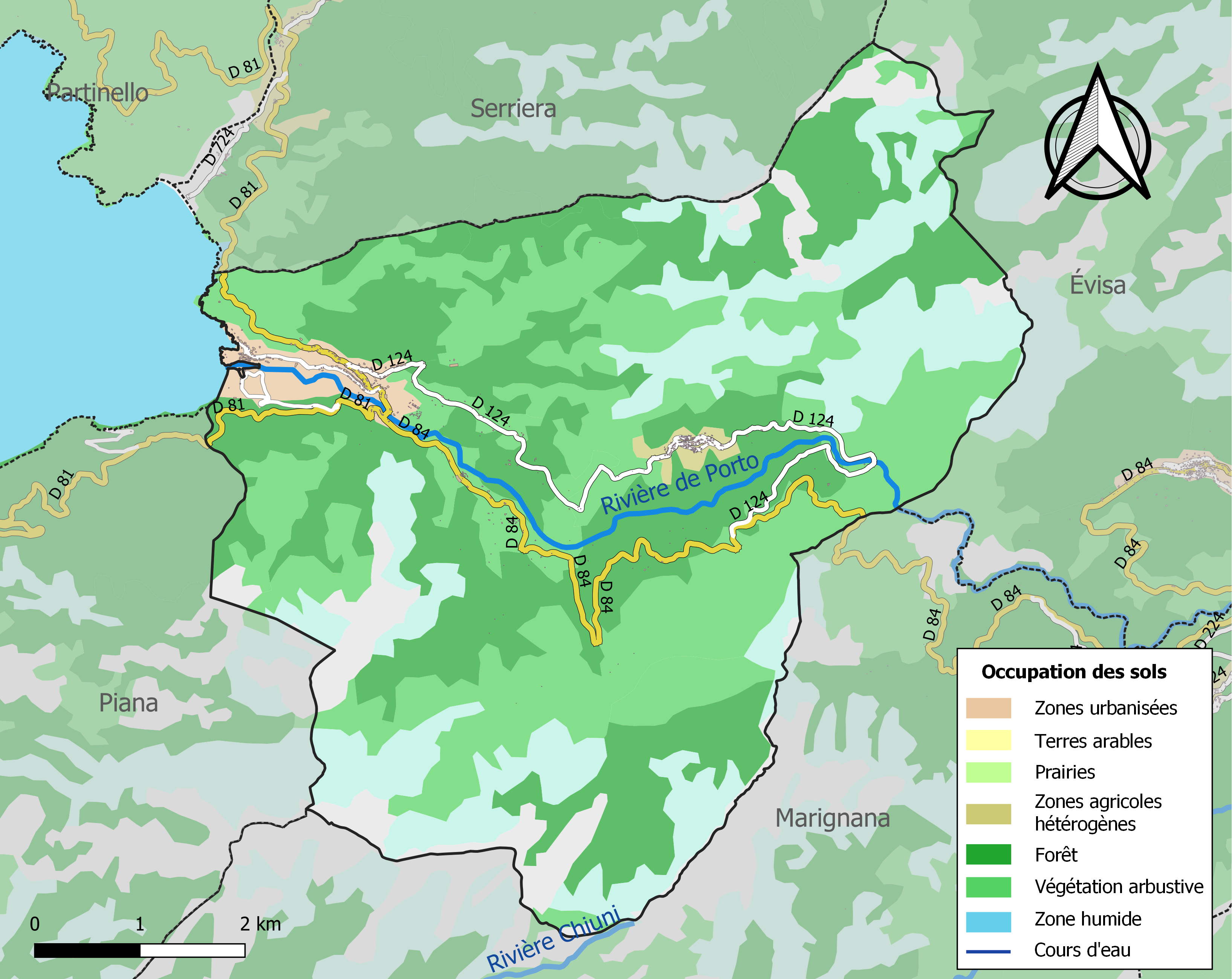
Kaart van de gemeente met de belangrijkste infrastructuur, bodemgebruik en omliggende gemeenten

## Demografie
Onderstaande figuur toont het verloop van het inwonertal.
Vanwege een beveiligingsprobleem met de MediaWiki Graph-software is het momenteel niet mogelijk deze grafiek weer te geven. Zodra de software is bijgewerkt zal de grafiek vanzelf weer zichtbaar worden.